# 猩红蜻蜓
猩红蜻蜓（學名：Crocothemis servilia）是一種蜻蜓。全身几乎为鲜红色，腹部背面有一微细黑色线条，翅透明，基部有些许橙色。后翅基部比前翅基部稍大，翅脉也稍有不同。休息时四翅展开，平放于两侧。稚虫短粗，具直肠鳃，无尾鳃。是台湾最常见的蜻蜓之一，生活于1300米以下的中低海拔地区。成虫出现月份为4-12月。成熟的雄性藏在水域周围的枝条或草本植物上停栖占据领域。雌性或未成熟的雄虫则经常在水域附近草丛间活动觅食。分布于全岛中、低海拔地区，常栖息于池塘、水田、沼泽等静水域。雌虫以连续点水的方式产卵。成虫期为3 ～11月。分布于整个亚洲大陆的热带和亚热带，日本，琉球群岛，大，小巽他群岛，菲律宾和苏拉威西。在西方，它延伸到伊拉克，伊朗，亚美尼亚和土耳其。也被意外地引进美国佛罗里达州。

## 外形特征
猩红蜻蜓体长30～44毫米。颜色艳丽。雄虫复眼红色，胸部及腹部为鲜艳的的红色，此为命名的由来。腹部背面具一条不明显的纵向黑线，后翅翅基具褐色斑块，翅痣黄褐色。雌虫复眼上褐下灰蓝色，胸部及腹部黄褐色，腹背的黑线特别明显，后翅基具褐斑，翅痣黄褐色，老熟个体体色变为灰褐色。未熟雄近似雌虫，但可从腹末节的攫握器或尾毛分辨。
触角短小，刚毛状，3～7节。复眼发达，占头部的大部分，单眼3个。口器咀嚼式。上颚发达。前胸较细如颈。中、后胸合并，称合胸。合胸构造特殊，侧板扩大，中胸上前侧片尤甚。左右两边的上前侧片在合胸背前方的背中线相遇。从侧面看，中胸侧缝上端较长的一段向后方倾斜。接连在翅突上的四翅向身体后方位移到最适于飞翔的重心，侧缝下端较短的一段与身体纵轴垂直。足接近头部，细长。飞行时，中足和后足可伸向头部前方，便于捕捉空中飞虫。停息时，足常抱附于植物枝叶上。跗节3节。腹部圆筒形或扁形，10节。雄性在性成熟时，把精液藏入交合器中。交配时，雄虫用腹部末端的肛附器“捉住”雌虫头顶或前胸背板，雄前雌后，一起飞行。有时雌虫把腹部弯向下前方，将腹部后方的生殖孔紧贴到雄虫的交合器上，进行受精。

## 栖息环境
生活于中、低海拔地区，常栖息沼泽池塘，湖泊，水坑和流速缓慢的溪流。一般捕食蚊子、摇蚊和其他小昆虫， 例如苍蝇、蜜蜂、蝴蝶等，部分甚至捕食鱼类。常雌雄成群，在水边飞行，交尾后，雌虫产卵于水草中。

## 生活习性
猩红蜻蜓一般都生活在比较潮湿的地区，比如水坝或沟渠比较多的地方。它的这种生活习性主要是因为它的繁殖方式所导致的，它繁殖的一个重要媒介就是水，它的卵是要产在水中的，而卵的孵化、成长，以及成为一只正式的猩红蜻蜓以前，它都是在水中进行的。还有另外一个原因就是猩红蜻蜓的捕食，猩红蜻蜓的捕食一般也都是在水面上进行的，因为那里有大量的昆虫供它们食用。

## 分布范围
分布于阿富汗，亚美尼亚，柬埔寨，中国，香港，印度，印尼（巴厘岛，爪哇，加里曼丹，小巽他群岛，苏拉威西岛苏门答腊），伊朗伊斯兰共和国，伊拉克，日本，韩国，朝鲜，马来西亚（马来西亚半岛，沙巴，沙捞越），缅甸，尼泊尔，巴基斯坦，菲律宾，新加坡，斯里兰卡，台湾，泰国，土耳其，越南。
引进：美国。

## 繁殖方式

### 前稚虫期
蜻蜓幼虫称水虿，蜻蜓的卵在刚孵时有一特殊的型态，六只脚、头部都跟身体缩在一起，像只没脚小虾米一样，不怎麼活动，称这阶段为“前稚虫期”。 这一阶段非常的短少则三、五秒，多则两、三分钟，前稚虫的背部就会裂开，第一龄稚虫就蜕皮而出不久它会慢慢的将头及六只脚伸展开来自由活动。 

### 稚虫期
蜻蜓稚虫随着种类不同而各有不同的龄期，从8～16个龄期都有，整个稚虫期所需时间依照不同种类及季节而有所不同，从一个月到三、四年都有，蜻蜓稚虫都是水栖昆虫，尚无发现陆栖性种类。
水虿靠腹部内直肠鳃呼吸水中溶氧，因此会藉著从尾端缓慢吸水、排水来呼吸，平常除六只脚可供爬行之外在紧急时刻则会将腹部所吸的水向后喷出，所产生的作用力会带动它们向前快速移动以达避敌或捕食的作用，通常水虿为了避天敌以及捕食猎物，体色跟环境都很接近，形成一种保护色。栖息於溪流蜻蜓幼虫主要以蜉蝣稚虫、石蝇稚虫、摇蚊等双翅目幼虫以及一些小鱼为食，栖息於静水域的种类则主要以蝌蚪、小型虾类、小鱼、水蚤、体型较小的蜻蛉稚虫、仰泳桩、孑孓、摇蚊等双翅目幼虫为主食。稚虫天敌则是鸟类、大型杂食性鱼类、红华娘、负子虫、龙虱等。

### 成虫期（羽化）
水虿经过多次蜕皮，成长到终龄稚虫，可以看到期胸部会有明显的翅芽，这是与其他龄期稚虫的一个简单的区别方法。通常蜻蜓的终龄稚虫会在羽化前几个小时爬出水面附近的地方，如枯枝、植物叶子、石块、围墙、桥墩等物体都可供蜻蜓稳定攀爬以进行羽化，大多数蜻蜓于夜晚羽化，少部分蜻蜓成员在清晨羽化。刚羽化的成虫通常体色很淡，翅膀很薄且有强烈金属反光，等过一天之后，成虫体色就会加深，翅膀也会变硬且没有明显反光，未成熟的成虫要经一些日子才会成熟，少则十日内，多则一、两个月以上，从未成熟到成熟过程外部型态上都会有差异，而且绝大都数蜻蜓的雌、雄虫在外观上也不一样，所以同一种蜻蜓成虫不论雌、雄或不同的生长时期会有很多不同外貌，这就是所谓的“多态型”。

### 产卵方式
蜻蜓的产卵方式，其中最常见的就是所谓的蜻蜓点水：蜻蜓将腹部末端贴近水面，直接产卵于池水中，任由卵沉入水中；第二种是将腹部插入水中，产卵于水草茎杆中；第三种是雌雄蜻蜓潜水进入水下，将卵产于水草茎杆中；第四种是蜻蜓一面飞翔交配，一面将卵空投至水中，最后一种是蜻蜓将卵产於水面上的树干或树枝上，待卵孵化后稚虫掉入水中展开幼虫阶段。

## 外部連結
- USGS